# Castubokken

De Romeinse pronvincië Dacia in de 2e eeuw met in het noorden de Costoboci (Castubokken)

De Castubokken waren een Dacisch volk dat in het begin van de jaartelling leefde in het gebied dat overeenkomt met de huidige regio Maramureș in het zuidwesten van Oekraïne. Hun cultuur wordt door archeologen gerekend tot de Lipitacultuur.

## Geschiedenis
Toen de Romeinse keizer Trajanus de Daciërs aanviel en versloeg en op hun grondgebied de Romeinse provincie Dacia stichtte, maakten de Castubokken deel uit van de vrije Dacische stammen die niet door de Romeinen waren onderworpen.
Nadat de Romeinen de nieuwe provincie hadden ingericht, bleven de Castubokken vanuit hun noordelijke positie de Romeinen bij tijd en wijle bestoken. Bij sommige aanvallen verkregen zij steun van lokale Daciërs die openlijk in opstand kwamen. Een van deze aanvallen (waarschijnlijk onder leiding van hun "koning" Pieporus), vond plaats tijdens het bewind van de Romeinse keizer Marcus Aurelius en reikte tot aan Attica in Griekenland, waarbij de Castubokken de Romeinse provincies Moesia, Scythia Minor en Macedonia doorkruisten. Uiteindelijk werden zij door de Romeinen voorgoed verslagen en kwam er een einde aan hun invallen.
Toen de Castubokken in 172 werden aangevallen door de Vandaalse Asdingen, waren zij een groot deel van hun macht kwijtgeraakt en werden verslagen. De Hasdingen namen het grootste deel van het land in bezit, maar de invasie maakte geen einde aan het bestaan van de Castubokken. In zekere zin leefden zij samen met de nieuwkomers. De Castubokken woonden nu meer naar het oosten toe, in het gebied dat tegenwoordig Boekovina heet en waarschijnlijk gingen zij op in het volk van de Karpen, een ander vrij, Dacisch volk.